# Werner Franke (Biologe)
Werner Wilhelm Franke (* 31. Januar 1940 in Paderborn; † 14. November 2022 in Heidelberg) war ein deutscher Biologe, Professor für Zell- und Molekularbiologie am Deutschen Krebsforschungszentrum in Heidelberg sowie international bekannter führender Experte in Doping-Fragen. 1991 trug er maßgeblich zur Aufdeckung des staatlich verordneten Zwangsdopings im DDR-Leistungssport bei und wurde der achte Preisträger der Heidi-Krieger-Medaille des Doping-Opfer-Hilfe e. V.

## Leben und Beruf
Franke besuchte in Paderborn die Grundschule Bonifatius, im Jahre 1959 bestand er ebenda das Abitur am Gymnasium Theodorianum. Nach dem Wehrdienst studierte er an der Ruprecht-Karls-Universität Heidelberg von 1960 bis 1966 Biologie, Chemie und Physik. Als Student arbeitete Franke nebenbei als Autor für das Kabarett (unter anderem Bügelbrett, Kom(m)ödchen, Die Zwiebel) sowie Fernsehen und Rundfunk. Nach seiner Promotion zum Dr. rer. nat. (summa cum laude) im Februar 1967 war Franke von 1967 bis 1970 als Wissenschaftlicher Assistent an der Fakultät für Biologie der Albert-Ludwigs-Universität Freiburg tätig. Im Januar 1971 wurde in Freiburg seine Habilitation im Fach Zellbiologie angenommen, bis 1973 war er anschließend an der Uni Freiburg als Hochschullehrer beschäftigt. 1973 wurde er als Universitätsprofessor an die Ruprecht-Karls-Universität Heidelberg berufen. Zwischen 1980 und 1991 hatte er das Amt des Geschäftsführenden Direktors des Instituts für Zell- und Tumorbiologie am Deutschen Krebsforschungszentrum (DKFZ) inne. Von 1982 bis 1990 war Franke Präsident der European Cell Biology Organization (ECBO). 1975 gründete er die Deutsche Gesellschaft für Zellbiologie, wirkte als deren erster Geschäftsführer sowie später auch als ihr Präsident (1999 bis 2002), 2005 wurde er zum DGZ-Ehrenmitglied ernannt. Von 1988 bis 1994 war Franke Generalsekretär der Europäischen Konferenz für Zellbiologie (EMBC) und von 1988 bis 2000 Vorsitzender des Wissenschaftsrates des Deutschen Krebsforschungszentrums. Zu seinen Schwerpunkten in der Forschung zählten die Topogenese von Proteinen des Zellkerns, die Biogenese und Dynamik von Membrandomänen sowie die molekulare Charakterisierung des Zytoskeletts in normalen und transformierten Zellen.
Franke war mit der Sportlerin und Buchautorin Brigitte Berendonk verheiratet. Er starb am 14. November 2022 im Alter von 82 Jahren infolge einer Hirnblutung.

## Kampf gegen das Doping
Werner Franke war im Kampf gegen Doping im Leistungssport tätig und einer der schärfsten Kritiker einer dopingvertuschenden Sportberichterstattung. „Ich mache das nicht hauptberuflich, sehe das aber als Verantwortung des Wissenschaftlers“, sagte er über seinen Kampf gegen das Doping. Gemeinsam mit seiner Ehefrau Brigitte Berendonk, einer ehemaligen Diskuswerferin und Kugelstoßerin, engagierte sich Franke viele Jahre in der Bekämpfung des Dopings. Die beiden seien aufgrund ihres Einsatzes im Spitzensport als „Verräter, Nestbeschmutzer“ angesehen worden, sagte Franke 2006. Nach Einschätzung von Sporthistoriker Giselher Spitzer haben die Eheleute Berendonk und Franke „das Verdienst, in der Bundesrepublik Deutschland die öffentliche Debatte um Anabolika in Gang gesetzt zu haben.“ Im April 1977 veröffentlichte Franke den Aufsatz „Anabolika im Sport“, in dem er auf gesundheitliche Gefahren der Einnahme von Anabolika hinwies und Sportmediziner kritisierte, die die Verabreichung solcher Mittel als unbedenklich einstuften oder Athleten „zum Zweck der sportlichen Leistungssteigerung“ verschrieben, und zwar Frankes Einschätzung nach „ohne jede medizinische Indikation, ohne jede angemessene Güterabwägung und gegen die Regeln der olympischen Sportarten selbst“.
Franke half bei der Beschaffung und Auswertung von Quellen für das 1991 von Brigitte Berendonk veröffentlichte Buch Doping-Dokumente. Von der Forschung zum Betrug, in dem sie das langjährige systematische Zwangsdoping im Leistungssport der DDR aufdeckte. Bereits im Dezember 1990 war es Berendonk und Franke dafür unter anderem gelungen, Dokumente (darunter 30 geheime Doktorarbeiten) in der Militärmedizinischen Akademie der DDR in Bad Saarow zu sichern. Die im Rahmen der Ausarbeitung des Buches gesicherten Dokumente spielten bei der späteren juristischen Aufarbeitung des DDR-Dopings eine wichtige Rolle. 1991 stellte Franke Anzeige gegen DDR-Dopingverantwortliche. Alle späteren Anklagen in diesem Bereich bauten eigener Aussage nach darauf auf.
2005 kündigte Franke seinen Rückzug aus dem Kampf gegen das Doping an, setzte diesen dann aber aufgrund der Dopingfälle im Radsport fort.
Eigener Angabe nach wurden Berendonk und Franke rund 35 Mal (Stand Januar 2016) wegen ihrer Dopingveröffentlichungen verklagt. Darunter befand sich auch eine Klage der neun ARD-Anstalten sowie des Journalisten Hagen Boßdorf, die im April 2006 verhandelt wurde. Franke war die Behauptung zur Last gelegt worden, die ARD und Boßdorf unterstützten indirekt Dopingvergehen im Radsport und verbreiteten „systematisch Lügen“. Der eintägige Gerichtsprozess endete mit der Feststellung, dass Franke nicht habe behaupten wollen, dass die ARD und Boßdorf „Sachverhalte zum Doping im Programm“ falsch dargestellt hätten. Nach Einschätzung Frankes habe er sich vor Gericht lediglich von etwas distanziert, was er nie behauptet habe.
Im Juni 2006 nannte er den Radsport „eine einzige rollende hochkriminelle Szene, ein mafiöses System mit Schweigepflicht und allem, was zum organisierten Verbrechen dazugehört“. Er beschuldigte im selben Jahr anlässlich des Dopingskandals Fuentes, bei dem er nach eigener Aussage Einsicht in die Ermittlungsakten der spanischen Polizei hatte, den Radprofi Jan Ullrich des Dopings. Dieser erwirkte im Februar 2007 eine einstweilige Verfügung vor dem Oberlandesgericht Hamburg gegen Franke, die es diesem verbot, zu behaupten, Ullrich habe innerhalb eines Jahres dem spanischen Arzt Eufemiano Fuentes 35.000 Euro zur Anschaffung von illegalen Substanzen bezahlt. Im Hauptsacheverfahren wies das OLG Hamburg Ullrichs Unterlassungsklage gegen Franke jedoch ab, da Frankes Behauptung „hinsichtlich ihres tatsächlichen Gehalts als wahr anzusehen sei und den Kläger nicht in seinem allgemeinen Persönlichkeitsrecht verletze“.
Franke stellte im Februar 2008 Strafanzeige wegen Betrugs gegen die Tour-de-France-2006-Teilnehmer der Radsport-Mannschaft T-Mobile und den damaligen Teamchef Olaf Ludwig. Er warf den angezeigten Fahrern vor, im Verlauf der Rundfahrt Eigenblut-Transfusionen am Universitätsklinikum Freiburg erhalten zu haben, um eine betrügerische Leistungssteigerung während des sportlichen Wettbewerbs herbeizuführen.
Ab 2007 gehörte Werner Franke der „Evaluierungskommission Freiburger Sportmedizin“ an, welche sich mit der Dopingvergangenheit des Universitätsklinikums Freiburg beschäftigt. Am 1. März 2012 gab Franke an, die Kommission verlassen zu wollen. Damit kam er einer Aufforderung der Kommissionsvorsitzenden Letizia Paoli nach, die Franke beschuldigte, Kommissionsgeheimnisse verletzt zu haben. Nach Medienberichten kam Franke hiermit einer Entlassung zuvor. Franke kritisierte später, dass Ergebnisse geheim gehalten werden sollten. Und er habe nach eigener Aussage gemerkt, dass die Universität Freiburg „gegen die Aufklärung“ gearbeitet habe. Er kritisierte, dass einzelne Mitglieder der Kommission schriftlich erklärt hätten, gewisse Ergebnisse der Kommission nicht zu veröffentlichen. Franke sagte, er habe das nicht unterschrieben und erklärte seinen Rückzug aus der Kommission auch mit seinem Selbstverständnis: „Ich bin Wissenschaftler. Ich schaffe Wissen und publiziere es… Ich halte das sogar für sträflich, denn wenn ich merke: Hier wurden diese Mittel gegeben, die zu Schäden führen können, dann muss ich doch darüber informieren.“
Er kritisierte, dass bei Dopingfällen oft die Sportler („Die Sportler sind in dem Sinne Opfer, (…) weil sie vorher nicht adäquat aufgeklärt werden“), aber selten Hintermänner wie Ärzte rechtlich belangt werden. Als seine Gegner sehe er nicht die Sportler, „sondern die Ärzte, die verantwortlichen politischen Stellen und Teile der Journalistik, die darüber hinweg gehen“, so Franke 2015. Noch 2017 warf er Bundesinnenministerium und Deutschem Olympischem Sportbund fehlenden Willen zur Aufklärung und Aufarbeitung des westdeutschen Dopings vor. Er beklagte, dass gegen Doping-Verantwortliche aus der Bundesrepublik anders als solche aus der DDR nicht gerichtlich vorgegangen wurde, obwohl diese laut Franke „genau dasselbe gemacht haben.“ Franke sprach sich ebenfalls für ein unabhängiges Dopingkontrollsystem aus und kritisierte im März 2015: „Es kann doch nicht sein, dass die Sportverbände diejenigen bezahlen dürfen, können, sollen, die sie selbst kontrollieren.“
Seine oft gewählte Vorgehensweise, mit plakativen und mitunter drastischen Aussprüchen (beispielsweise „Die IAAF hat einen an der Klatsche“, „Da passieren Sauereien am laufenden Band. Ein Beispiel ist die ‚ungarische Arschrinne‘“, „Jeder weiß doch, dass nur Besoffene und Doofe da anreisen mit positiven Befunden“, „Gedopt wie ’ne Sau“ oder „Typische freundschaftliche Südwest-Korruption von Freiburg bis Stuttgart“) auf Missstände hinzuweisen, begründete er 2015 wie folgt: „Es hat keinen Zweck, man muss proletarisch direkt reden, um gehört zu werden. (…) Ich erschrecke die Menschen mit meinem Vokabular.“ Franke nannte das „eine viele Leute verstörende satirische Schärfe“. Die Deutsche Presse-Agentur schrieb Franke 2020 eine „fundierte Haudrauf-Mentalität“ zu.
2018 forderte Franke gemeinsam mit Gerhard Treutlein, Claudia Lepping und Henner Misersky in einem Brief an den Sportausschuss des Bundestages eine Änderung des Dopingopferhilfegesetzes. Die Gruppe um Franke zweifelte die These des Doping-Opfer-Hilfevereins (DOH) an, dass die Schädigungen von DDR-Dopingopfern vererbt sein könnten, und forderte, die Gutachten der Antragssteller zu hinterfragen. Es entwickelte sich daraus ein öffentlicher Streit um die Arbeit des DOH und die Vergabe von Hilfszahlungen für Dopingopfer. Als Franke 2019 der Zutritt zu einer Veranstaltung des Vereins verwehrt wurde, wehrte er sich dagegen.
Anlässlich Frankes 80. Geburtstags ordnete Treutlein dessen Verdienste mit den Worten ein: „Um den Kampf gegen Doping und für Sauberkeit im Sport würde es viel schlimmer stehen, wenn es ihn und Brigitte Berendonk nicht gegeben hätte“.

## Auszeichnungen und Ehrungen
- 1981: Meyenburg-Preis für Krebsforschung
- 1984: Ernst-Jung-Preis für Medizinische Forschung[39]
- 1986: Ordentliches Mitglied in die Heidelberger Akademie der Wissenschaften[40]
- 1989: Mitglied der Academia Europaea[41]
- 1995: Deutscher Krebspreis gemeinsam mit Claus Garbe

- 2004: Bundesverdienstkreuz am Bande des Verdienstordens der Bundesrepublik Deutschland, zusammen mit seiner Ehefrau Brigitte Berendonk das , vor allem als Auszeichnung für den Kampf „gegen die menschenverachtenden und kriminellen Methoden des Dopings“.[42]

- 2007: Hochschullehrer des Jahres[43]

- 2009: Ehrenmedaille der Medizinischen Fakultät der Karls-Universität Prag[39]
- 2016: Thannhauser Medaille

## Veröffentlichungen
- mit Udo Ludwig: Der verratene Sport. Zabert-Sandmann-Verlag, München 2007, ISBN 978-3-89883-185-7.

Im April 1994 veröffentlichte die Berliner Zeitung eine sechsteilige Serie Doping in der DDR von Franke:
1. Kollektiver Zwang zum Schweigen
2. Bartwuchs bei Sportlerinnen und Abtreibungen auf Kommando
3. Ein zuckerkranker Sportler wurde zum körperlichen Wrack gespritzt
4. Kinder – Spielbälle für Mediziner und Trainer
5. Das Gesetz war für die Ärzte keine Hürde
6. Aus Jena rund um den Globus